# Euconocephalus nasutus
Euconocephalus nasutus är en insektsart som först beskrevs av Carl Peter Thunberg 1815.  Euconocephalus nasutus ingår i släktet Euconocephalus och familjen vårtbitare. Inga underarter finns listade i Catalogue of Life.